# Державний центр кіберзахисту
Державний центр кіберзахисту Державної служби спеціального зв'язку та захисту інформації України (далі — Державний центр кіберзахисту) є державною установою, що входить до загальної структури Державної служби спеціального зв’язку та захисту інформації.
Найменування Центру:
державною мовою: повне — Державний центр кіберзахисту Державної служби спеціального зв’язку та захисту інформації України; скорочене — ДЦКЗ Держспецзв’язку;
англійською: повне — The State Cyber Protection Centre of the State Service of Special Communications and Information Protection of Ukraine, скорочене — SCPC.

## Історія
Історія Державного центру кіберзахисту почалася 01.01.2007 з моменту створення Державної служби спеціального зв’язку та захисту інформації України відповідно до Закону України «Про Державну службу спеціального зв’язку та захисту інформації України».
На той час Державний центр кіберзахисту функціонував як самостійний структурний підрозділ Адміністрації Держспецзв’язку – Департамент безпеки інформаційно – телекомунікаційних систем.
Протягом 2007 - 2009 років у підрозділі створено команду реагування на комп’ютерні надзвичайні події України (Computer Emergency Response Team of Ukraine, скор. CERT-UA).
2009 рік – акредитація CERT-UA у Форумі команд реагування на інциденти інформаційної безпеки (Forum for Incident Response and Security Teams, скор. FIRST). Це надало можливість оперативно взаємодіяти з 326 (на той час) командами реагування на комп’ютерні інциденти (CERT) з 73 країн світу в рамках протидії кіберзагрозам.
Починаючи з 01.02.2010 Державний центр кіберзахисту функціонує як окрема юридична особа у загальній структурі Держспецзв’язку – Департамент інформаційної безпеки Держспецзв’язку (ДІБ Держспецзв’язку).
У зв’язку з розвитком, а також постійним розширенням завдань та функцій, змінювались організаційно-штатна структура та найменування Державного центру кіберзахисту:
у 2010 році – на Державний центр захисту інформаційних ресурсів Держспецзв’язку (ДЦ ЗІР Держспецзв’язку);
у 2012 році – на Державний центр захисту інформаційно-телекомунікаційних систем Держспецзв’язку (ДЦЗ ІТС Держспецзв’язку);
у 2015 році – на Державний центр кіберзахисту та протидії кіберзагрозам Держспецзв’язку (Державний центр кіберзахисту Держспецзв’язку);
у 2018 році – на Державний центр кіберзахисту Держспецзв’язку.
У 2012 році CERT-UA акредитовано у Міжнародному багатосторонньому партнерстві проти кібернетичних загроз (International Multilateral Partnership Against Cyber Threats, скор. – IMPACT), що є спеціалізованою безпековою агенцією Міжнародного союзу електрозв’язку.
З 09.05.2018 повноваження Державного центру кіберзахисту та CERT-UA у сфері забезпечення кібербезпеки закріплено на законодавчому рівні.
Рішеннями Уряду у грудні 2020 року Державний центр кіберзахисту визначено відповідальним виконавцем за реалізацію експериментального проекту щодо запровадження комплексу організаційно-технічних заходів з виявлення вразливостей і недоліків у налаштуванні інформаційних, телекомунікаційних та інформаційно-телекомунікаційних систем, в яких обробляються державні інформаційні ресурси, відповідальним за функціонування системи виявлення вразливостей і реагування на кіберінциденти та кібератаки, а у лютому 2021 технічним адміністратором Національного центру резервування державних інформаційних ресурсів.
Сьогодні Державний центр кіберзахисту виконує свої завдання в структурі Державної служби спеціального зв’язку та захисту інформації України.

## Функції
Функції, що виконує Державний центр кіберзахисту:
- упровадження організаційно-технічної моделі кібербезпеки як складової національної системи кібербезпеки України (відповідно до п. 5 ст. 8 ЗУ «Про основні засади забезпечення кібербезпеки України»);
- забезпечення функціонування урядової команди реагування на комп’ютерні надзвичайні події України CERT-UA (далі — CERT-UA);
- реалізації експериментального проєкту щодо запровадження комплексу організаційно-технічних заходів з виявлення вразливостей і недоліків у налаштуванні інформаційних, телекомунікаційних та інформаційно-телекомунікаційних систем (далі – ІТС), в яких обробляються державні інформаційні ресурси (далі – ДІР);
- реалізації (в частині, що стосується) експериментального проєкту щодо функціонування Національного центру резервування державних інформаційних ресурсів (далі – НЦ);
- забезпечення функціонування та розвитку Тренінгового кіберцентру.

## Керівництво
Загальне керівництво державною установою здійснюється начальником Державного центру кіберзахисту.
За роками:
- 2007—2009 рр. — полковник Держспецзв’язку Лавренчук Віктор Іванович;
- 2009—2010 рр. — полковник Держспецзв’язку Чаузов Олександр Миколайович;
- 2010—2012 рр. — майор Держспецзв’язку Шевцов Андрій Олександрович (зрадник України, співпрацює з віктором медведчуком);
- 2012—2016 рр. — підполковник Козаченко Ігор Миколайович;
- 2016—2019 рр. — Боярчук Роман Михайлович;
- 2019 р. — Худинцев Микола Миколайович;
- 2020 р. — полковник Сєкунов Сергій Володимирович, полковник Літвінов Максим Юрійович;
- 2020— 2 лютого 2022 рр. — полковник Кузміч Андрій Петрович;

З 9 травня 2022 року — Бушков Валерій Геннадійович.

## Основні завдання
Державний центр кіберзахисту відповідно до покладених на нього завдань здійснює:
1. впровадження організаційно-технічної моделі кібербезпеки як складової національної системи кібербезпеки шляхом:
  - створення, розвитку, забезпечення функціонування та експлуатації основних складових системи захищеного доступу державних органів до мережі Інтернет;
  - створення, розвитку, забезпечення функціонування та експлуатації системи антивірусного захисту національних інформаційних ресурсів;
  - здійснення аудиту інформаційної безпеки та стану кіберзахисту об’єктів критичної інформаційної інфраструктури;
  - створення, розвитку, забезпечення функціонування та експлуатації системи виявлення вразливостей і реагування на кіберінциденти та кібератаки щодо об’єктів кіберзахисту;
  - створення, розвитку, забезпечення функціонування та експлуатації системи взаємодії команд реагування на комп’ютерні надзвичайні події;
  - у взаємодії з іншими суб’єктами забезпечення кібербезпеки розробки сценаріїв реагування на кіберзагрози, заходів щодо протидії таким загрозам, програм та методик проведення кібернавчань;
2. забезпечення функціонування та розвитку CERT-UA (відповідно до п. 1 ст. 9 ЗУ «Про основні засади забезпечення кібербезпеки України»);
3. запровадження комплексу організаційно-технічних заходів з виявлення вразливостей і недоліків у налаштуванні інформаційно-телекомунікаційних систем, в яких обробляються державні інформаційні ресурси;
4. забезпечення створення та функціонування складових Національного центру резервування державних інформаційних ресурсів (у частині, що стосується), виконання завдань його адміністратора безпеки;
5. забезпечення функціонування, експлуатації та розвитку Тренінгового кіберцентру в інтересах кібербезпеки держави.

## Логотип
Сич, корисний птах Україні усіх зон, який успішно полює завдяки вільному повертанню голови на 270 градусів, очам, що мають три повіки, гострому зору, загнутому у вигляді гачка дзьоба та дуже гострим кігтям. Сич символізує пізнання, проникливість та готовність до дій. 
Щит на мапі України символізує засоби кіберзахисту Державного центру кіберзахисту, ключ визначає його роль в технологічній інфраструктурі кіберзахисту національної інформаційної інфраструктури України, а блискавка символізує швидкість реагування на кіберінциденти та кібератаки, протидію загрозам у кіберпросторі комунікації якого позначені лініями.
Абревіатура «SCPC» на щиті є скороченим написом англійською мовою «The State Cyber Protection Centre of the State Service of Special Communications and Information Protection of Ukraine».

Слова «CAPACITY, COMPLIANCE, CAPABILITY, CYBERCOMMUNITY» вказують на спрямованість розвитку діяльності державної установи.